# Sesleria wettsteinii
Sesleria wettsteinii là một loài thực vật có hoa trong họ Hòa thảo. Loài này được Dörfl. & Hayek miêu tả khoa học đầu tiên năm 1918.